# 照姫 (豊島氏)
照姫（てるひめ）は室町時代の伝説上の女性。石神井城（東京都練馬区）城主豊島泰経の二女（長女または豊島泰明の妻という説もある）。名は照日姫とも。練馬区では照姫をしのんで毎年、時代まつり「照姫まつり」を開催している。

## 伝説

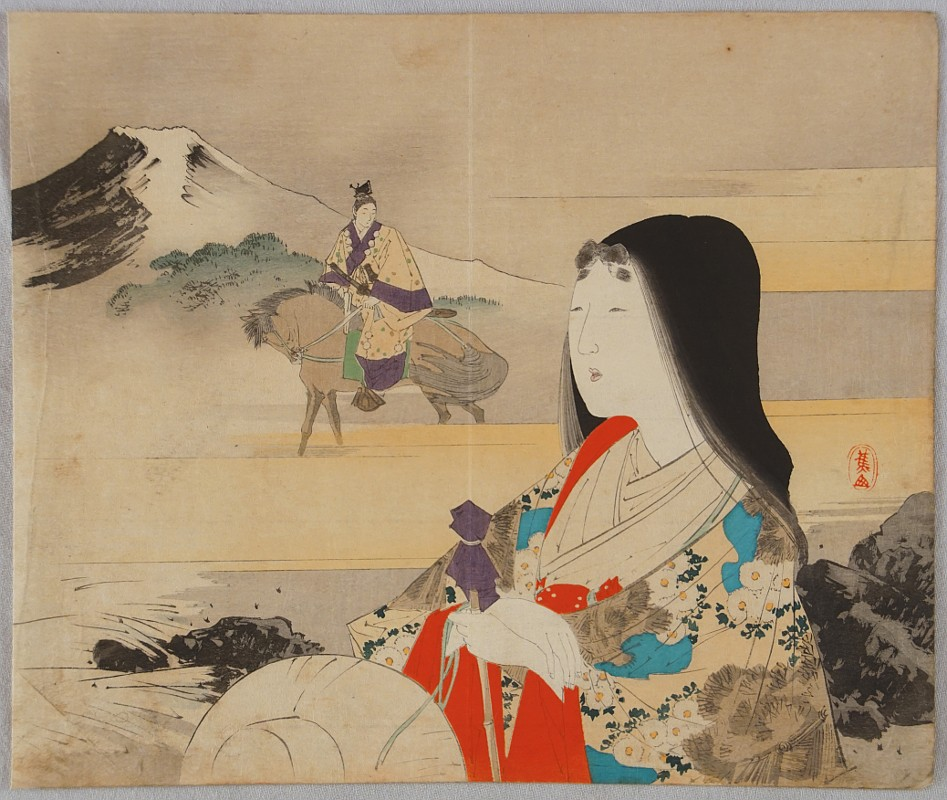
遅塚麗水著『照日松』 明治29年11月春陽堂刊。
照姫を描いた木版口絵、三島蕉窓画

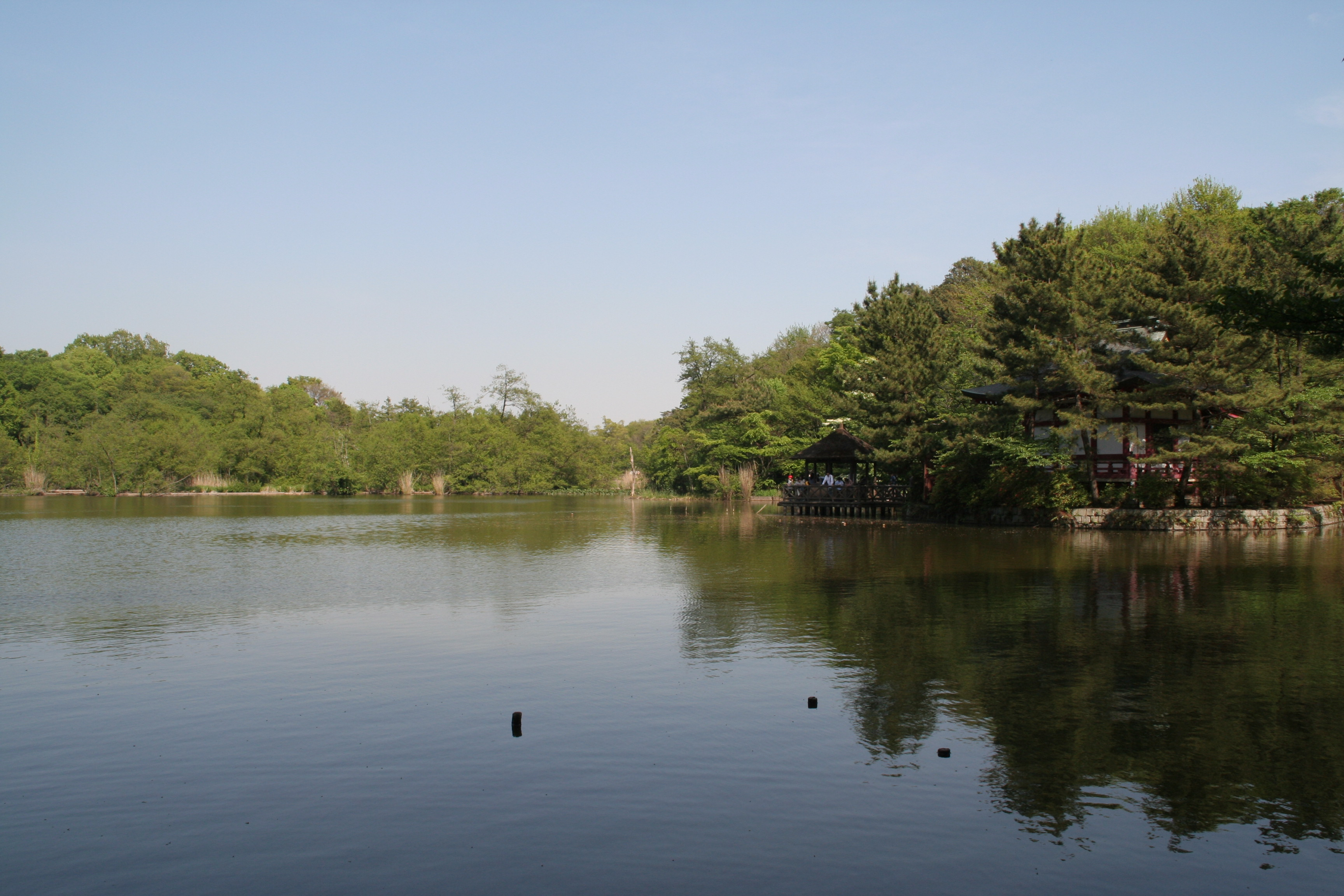
三宝寺池

豊島氏は桓武平氏の流れをくむ平安時代以来の武蔵国の名族であった。文明9年（1477年）4月、当主・豊島泰経は、江戸城城主・太田道灌と、江古田・沼袋原の戦いで敗れ、弟の平塚城城主・泰明（※現在の通説では「練馬城主」）をはじめ多くの家来が討ち死にした。泰経は居城石神井城へ逃れ、後を追った道灌は愛宕山に陣を置き石神井城と対峙した。
4月28日、道灌は総攻撃をしかけ、落城の刻が迫った。泰経は豊島氏重代の家宝「金の乗鞍」を雪のごとき白馬に置き、これにまたがって城の背後の崖に登り、道灌の兵たちが見守る中で白馬とともに崖から飛び降りて三宝寺池に身を沈める。
泰経には照姫という美しい二女がいた。照姫は父の死を悲しみ、父を追って三宝寺池に身を投げた。
道灌はこれを憐れみ、照姫の亡骸を弔って塚を築いた。この塚はいつしか「姫塚」と呼ばれ、そのそばに立つ老松に登ると池の底に泰経とともに沈んだ金の鞍が輝いているのが見えると云う。この松の木は「照日の松」と呼ばれる。

## 伝説の起源
石神井城の跡の三宝寺池のあたりは石神井公園となり、区民の憩いの場となっている。池のそばに照姫の姫塚と豊島泰経を弔ったという殿塚がある。

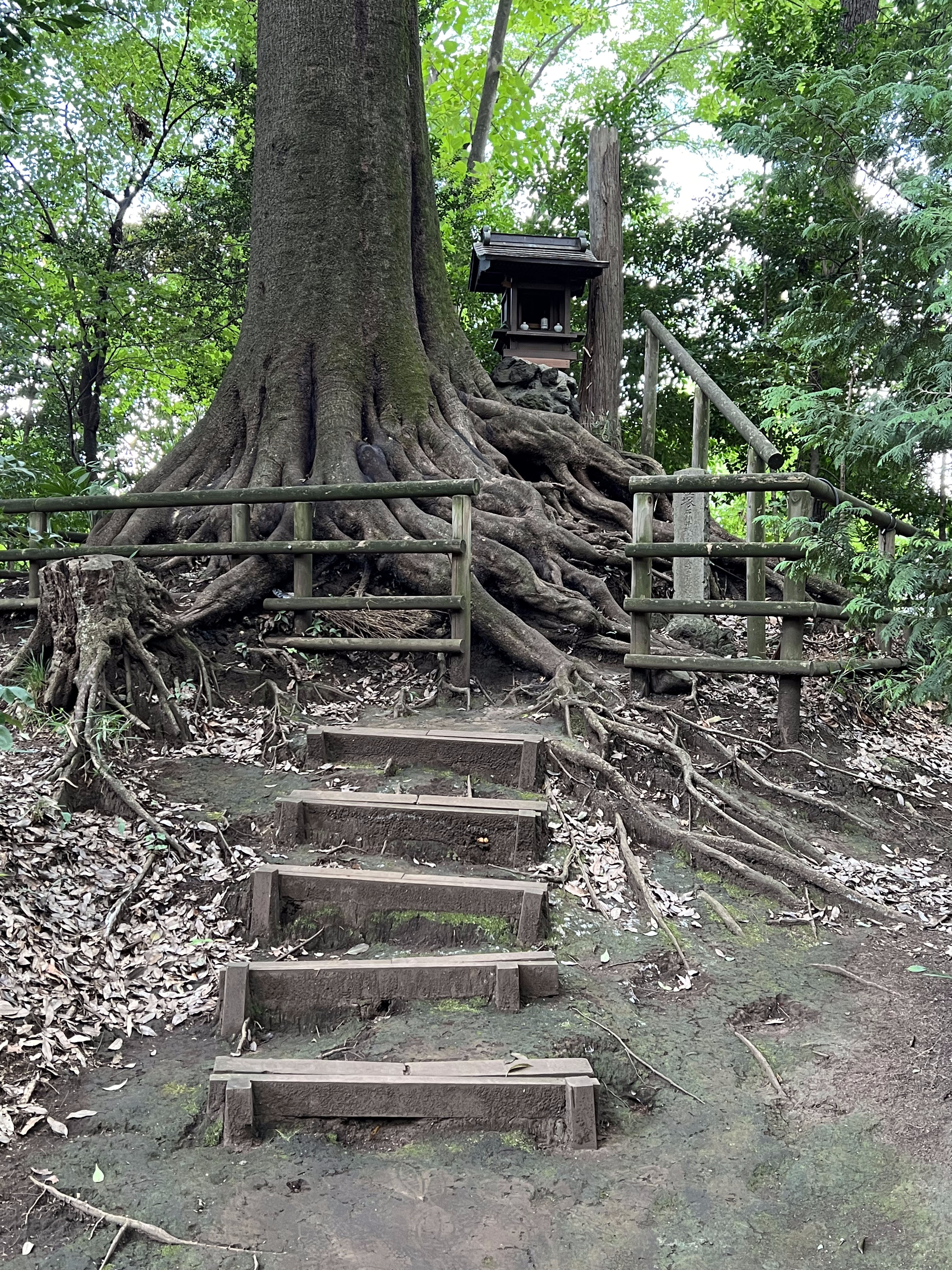
姫塚
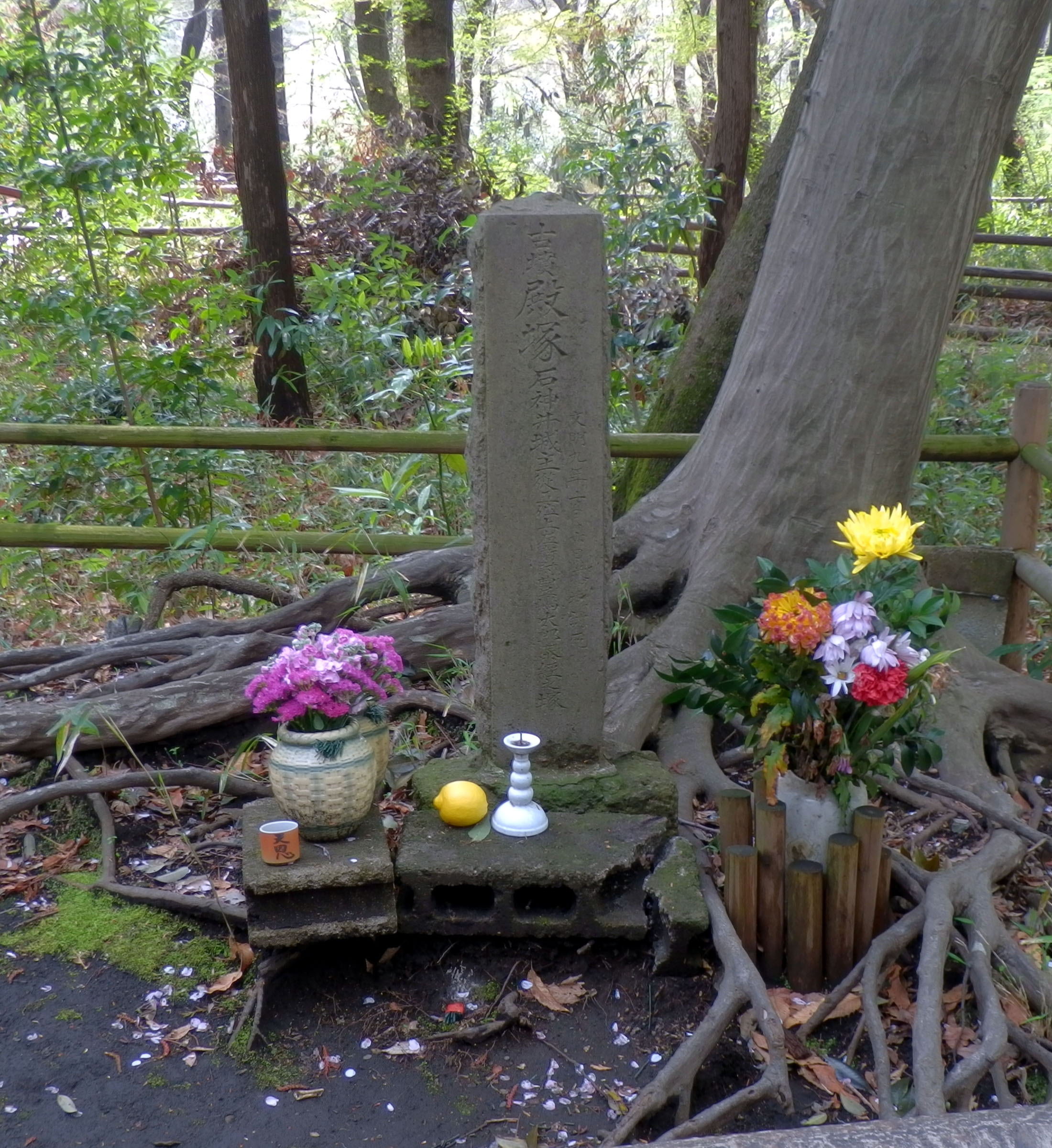
殿塚

史実では泰経は石神井城落城の時には死なず、脱出して翌文明10年（1478年）に平塚城で再挙している。道灌が平塚城攻撃に向かうと、泰経は戦わずして逃亡、以後行方不明となった（以前の通説では泰経はその後小机城（神奈川県横浜市）へ逃れた」とされていたが、現在この説はほぼ否定されている）。
泰経は石神井城落城の時には死んでいないので、その姫が悲嘆にくれて後を追うわけもなく、照姫の哀話は伝説とされている。照姫にあたる女性も豊島氏関連の系図類には存在しない。
姫塚については、石神井にある三宝寺六世住職照日上人の墓という別の伝承もある。
照姫伝説がいつ頃から現地で言い伝えられたのかは判然としない。
石神井にある豊島氏の菩提寺とされる道場寺（南北朝時代の豊島輝時開基と伝わる）には豊島輝時、豊島景村（輝時の養父）、豊島氏落城一族英霊の位牌に並んで、照姫の位牌（「峯雲軒山照妙沢姫儀」）がある。また、寺には三基の石塔があり、泰経夫妻と照姫のものとされている。
豊島氏研究の先駆者平野実の「豊嶋氏の遺跡その他」（「豊嶋氏の研究」収録、昭和32年）によると泰経の墓とされる殿塚と姫塚は、肥後国の菊池氏の家臣内田政治に嫁いだ泰経の二女秋子の子孫という所伝を持つ人が、それに従って（昭和32年時点から）最近、殿塚の場所に墓碑を、姫塚の場所に秋子の姉の長女を弔う小さな社を建てて、由来を記し、竹垣を結い囲んだものである。
この人の家の由来系図については、他の各種豊島氏系図のものとはかなり異なる独自の信仰的なものであると平野実は述べている。
照姫伝説については、意外と新しい近代になってからのものであるという説もある。
平成17年（2005年）に『豊島氏千年の憂鬱』（風早書林）を執筆した難波江進は練馬区郷土資料室の人から明治29年（1896年）に出版された小説『照日の松』（遅塚麗水、春陽堂）を紹介された。難波江進は解説しか読んでいないが、その内容は公卿の娘の照日姫が旅の途中の山吹の里で太田道灌と出会って、有名な七重八重の歌を交わす、照日姫は泰経の弟の泰明の妻となり、その後、道灌との合戦で泰経は敗れ、やがて、照日姫は最期を迎えるという話である。難波江進はこの小説が照姫伝説の基ではないかと感想を述べている。なお、難波江進はこんなことは大した問題ではないとして、照姫まつり実行委員会へ応援のエールを送っている。
『東京公園文庫30　石神井・善福寺公園』（佐藤保雄著、1981年、郷学舎）に照姫伝説についての昭和13年（1938年）に吉田真夫が残した聞き書きが収録されているが、これは難波江進が読んだという『照日の松』の解説とほぼ同じストーリーである。この聞き書きは9ページのちょっとした短編小説じみたもので、山吹の里で出会った太田道灌と照日姫との恋愛話も含まれ、ラストは落城の時に照日姫は三宝寺池に身を投げ、道灌に救い上げられるが、舌を噛み切って自害するというもの。そのストーリー構成は伝説にしては細かく整っており、史実もある程度だが反映されており、伝承伝説というよりも近代の大衆小説に近いものである。
月刊「ムー」2001年7月収録の記事「【怪奇探偵・小池壮彦の恐怖の現場／第7回】照姫怨霊伝説がいまに生きる石神井川界隈」でも照姫伝説が紹介され、伝説は明治の小説がもとになったと述べている。
『照日の松』の作者遅塚麗水（1866年-1942年）は静岡県生まれの作家・ジャーナリストで、明治・大正期の紀行文の大家として知られ、大衆小説には菅原道真を主人公とした『菅丞相』やアイヌに題材をとった『蝦夷大王』などがあり、また大正7年（1918年）には日本の初期の無声映画『乳屋の娘』（日活向島制作）の脚本も務めている。 遅塚麗水は東京の下町の庶民に広く読まれた「都新聞」（昭和17年（1942年）に国民新聞と合併して現在の東京新聞となった）の記者であり、『照日の松』は麗水生名義で都新聞で連載された大衆小説である。
『照日の松』の登場人物照日姫のストーリーが、紀行文作家の遅塚麗水が現地の照姫の言い伝えに着想を得て膨らませたものか、それとも完全なオリジナルかは明らかではない。

## 最新の研究結果
練馬区の若手郷土史研究家で「石神井公園ふるさと文化館」のサポーターでもある葛城明彦が、平成24年12月1日に練馬区立南田中図書館で、「姫塚」「殿塚」「金の鞍伝説」についての講演を行い、その起源を明らかにしている。

### 姫塚
明治29年（1896年）、作家・遅塚麗水(ちづかれいすい)が、三宝寺池北側にあった三宝寺六代定宥(じょうゆう)上人（別名「照日(てるひ)上人」）の塚を見て、石神井城落城にまつわる姫君の悲話を思いついたことが話の起源となっている。麗水はのち『石神井案内』（大正5年＝1916年）にその時の状況について以下のように記している。「（前略）池の畔に照日塚と呼ばるる古塚ありしかば、余は想ひを当年の事に構えて勇士と美姫とを仮り来たり（※仮に持ってくること）、史実と相交へて池心の豪骨と塚中の芳魂とを呼び甦け、小説照日の松一篇を綴りしは、実にこの寺に僑居（＝仮住まい）したりし日の課余のすさび（＝興のおもむくままに行うこと）にてありき（後略）」。麗水は主人公の名を「照日姫」に決め、「都新聞」で小説「照日松(てるひのまつ)」の連載を開始したが、これが好評を博し、小説内容は次第に〝伝説〟化していった。そして「照日姫」の名はいつしかつづまって「照姫」となり、「照日塚」も〝照姫の墓〟とされて「姫塚」と呼ばれるようになったのだという。
※これまでは「六代定宥上人が都に上った際に『月はなし照日のままの今宵かな』との発句を献上し、〝照日上人〟の勅号を賜った」「上人が埋葬された塚が〝照日塚〟である」（『新編武蔵風土記稿』など）とされてきたが、平成27年（2015年）6月20日に練馬区立南田中図書館で行われた講演会『ふるさと練馬の歴史秘話』の中で、葛城は「この逸話については、元和9年（1623年）序文の笑話集『醒睡笑（せいすいしょう）』に同一内容のものがあり、後世の創作と考えられる」としている。
※「姫塚」がどのような性格のものかは全く不明であるが、「以前、姫塚に隣接する林の中には、『十三人塚』『四人塚』と呼ばれる小さな塚があった」「周囲にはほかにも10の小さな塚があった（姫塚と合わせて「計13」となる）」との伝承があることなどから、葛城は「これは全国的に分布している『十三塚』（十三仏信仰にちなんで、村境などに造られる塚）の一つだったのではないか」との説も唱えている。また、葛城は「十三塚は丘上などに築かれ、うち1つは他より大きめに造られることが多い。また、真言宗との関連（三宝寺は真言宗）も指摘されており、この点も姫塚の状況とは一致している」「古戦場近くの十三塚は、しばしば戦死者の埋葬とも結び付けられて『十三人塚』との名称に変えられている。付近にあった塚の一つが『十三人塚』と呼ばれているのも、このケースに該当するのではないか」とも述べている。

### 殿塚
葛城によれば「殿塚」は大正4年（1915年）11月発行の『石神井村誌』には記載がなく、翌々大正6年（1917年）5月発行の『石神井案内』が資料上の初出であるという。このことから、同氏は「大正4年（1915年）の武蔵野鉄道開通、および石神井駅（当時の駅名）の開設直後に造られた〝新名所〟であった可能性が高い」としている。なお、「殿塚」は当初現在より通路を隔てて東20mにあり、のち昭和9年（1934年）に日本銀行がグラウンドを建設する際に現在地に移されている。「三宝寺池に背を向けて造られている」ことを〝ミステリー〟と記している書籍もあるが、これはただ単に移設された際、通路に向けて造り直されただけの話である。
※平成27年6月20日に練馬区立南田中図書館で行われた講演会『ふるさと練馬の歴史秘話』の中で、葛城は「最新情報」として「明治32年＝1899年刊『三宝寺池生産的及旧蹟調査綴』草稿（現在同書は現存せず）中に『〝泰経の塚〟の記載があった』とする記事を発見」「遅塚麗水の小説発表から3年後が資料上の初出であるとすれば、殿塚はそれに合わせて造られた供養塔と考えた方がよいかもしれない」と述べている。

### 金の鞍伝説
関係すると思われる記録の初出は『三宝寺縁起』（享保2年＝1717年）で、これには「三宝寺池からは多くの霊宝が出たが、中世の騒乱の中で所在が分からなくなった」とある。その後（文化年間＝1804～1818年）の『遊歴雑記(ゆうれきざっき)』に「南北朝時代に、練馬将監(ねりましょうげん)善明(よしあき)という武将が石神井で敵に追い詰められ、自殺にした。その跡に水が湧き、三宝寺池となった。善明の馬の鞍はその池の主となった」とあり、ここで初めて「馬の鞍」が登場する。これらが変化して、明治18年（1885年）の『三宝寺由緒概略』では「昔、豊島泰経の馬が誤って金の乗鞍を池に落とした。引き揚げられず、その鞍は沈んだまま池の主になった」となり、さらに前述の小説「照日松」とも合体して、「石神井城主が道灌に攻められ、金の鞍とともに三宝寺池に入水した」「池の中には豊島泰経の金の鞍が沈んでいる」との話が出来上がった。さらにこの話には尾ひれがつくようにして「池岸の『照日の松』に登ると金の鞍を望むことが出来た」との話も生まれている（松の木については、「栗原家内の松」「池北岸の松」「穴弁天前の松」の3説があった）。この話を信じ込んだ村人たちにより、明治41年（1908年）には、三宝寺池で〝宝探し〟騒動も勃発している（この騒動はその後も続き、大正2～3年頃、昭和初期にも池中探索が行われた）。しかし、当然のことながら成果は全く上がらぬままで探索は終了となった。　　　　　　　　　　　　　　　　　↓

## 照姫まつり

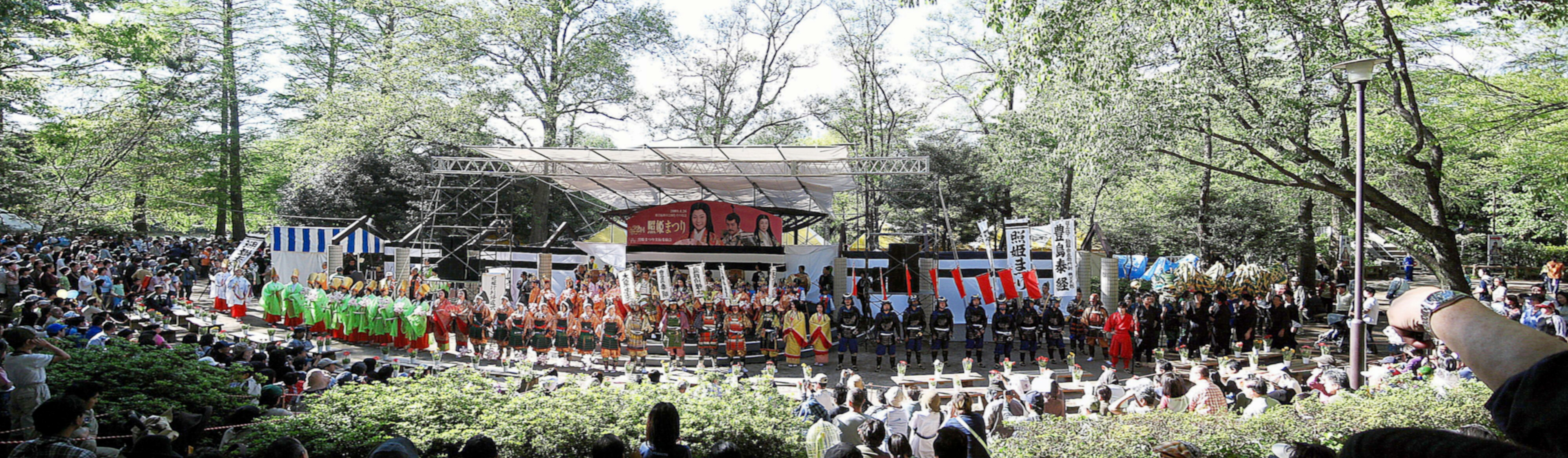
照姫まつり（写真は2009年）

父の後を追って三宝寺池に入水した照姫の悲劇をしのんで、東京都練馬区では昭和63年(1988年)以来、毎年4月から5月に「照姫まつり」を開催している。照姫、泰経、奥方、豊島氏一族、家臣に扮したおよそ100人が時代装束で身を包み、舞台演技「照姫伝説」が行われ、石神井公園周辺をパレードする。第1回から第7回まで照姫、泰経、奥方の三役は俳優や主催者が演じた。第8回（平成7年度）から照姫役を一般公募化して（基本的に練馬区在住の13歳から20歳の女性が対象）公開オーディションで選考している。その後、第10回（平成9年度）に奥方役、第21回（平成20年度）に泰経役も順に一般公募化。一族に扮する者も区内在住・在勤・在学者を対象に選考している。
第33回（令和2年）、第34回（令和3年）は、2019年より猛威を振るっている2019新型コロナウイルスによる感染拡大の状況を受け（「日本における2019年コロナウイルス感染症の流行状況」、「新型コロナウイルス感染症の流行 (2019年-)」、「2019年コロナウイルス感染症による社会・経済的影響」、新型インフルエンザ等対策特別措置法に基づく休業参照）、出演者及び来場者の健康・安全を最優先と判断し、クラスターを発生させないため、中止となった。

## 登場作品

### 小説
- 遅塚麗水 『照日の松』 （春陽堂、1896年）NDLJP:887363「照日姫」として
  - 林宏則 『現代語訳「照日の松」』（つむぎ書房、2021年） ISBN 978-4-910205-60-1
- 宇都宮葉山　『照姫―武州豊島氏の興亡』（新人物往来社、1989年）ISBN 4404016603 （上巻）　ISBN 4404016611（下巻）

### 漫画
- 『東京自転車少女。』 - 主要キャラの一人が照姫に例えられるとともに、主人公たちが照姫の由来を探るエピソードで登場。